# Here to Go
"Here to Go" es una canción de la banda new wave Devo, escrita por Mark Mothersbaugh y Gerald Casale. Fue lanzada en su sexto álbum de estudio, Shout, en 1984, y fue posteriormente lanzada como un simple en 1985.

## Significado
«Here to Go» se inspiró en la teoría del artista Brion Gysin de que el cambio constante era el sentido de la vida y un componente esencial para la humanidad.

## Lista de Sencillos
Cara A
1. "Here to Go" (Go Mix Version) – 5:32
2. "Here to Go" (Here to Dub Version) – 5:44

Cara B
1. "Shout" (LP version) – 3:15
2. "Shout" (E-Z Listening Version) – 4:15

- Ambos remixes de "Here to Go" fueron reeditados por Infinite Zero en 1995 como pistas extras en el remasterizado y expandido CD Oh, No! It's Devo.[2]

## Lista de rendimientos
| Lista (1986)                            | Mejor Posición |
| --------------------------------------- | -------------- |
| Australia (Kent Music Report)           | 40             |
| EEUU Hot Dance Music/Maxi-Singles Sales | 44             |